# 천장전대 고세이저 vs. 신켄저: 에픽 온 은막
천장전대 고세이저 vs. 신켄저: 에픽 온 은막(일본어: 天装戦隊ゴセイジャーVSシンケンジャー エピック on 銀幕 텐소센타이 고세이자 타이 신켄자 에핏쿠 온 긴마쿠[*])은 《슈퍼 전대 시리즈》의 《천장전대 고세이저》, 《사무라이전대 신켄저》의 극장판으로, 고세이저와 신켄저 간의 "VS 시리즈"에 해당하는 작품이다. 2010년 10월 21일 최초로 공식 공개되었으며, 2011년 1월 22일 개봉했다.  《해적전대 고카이저》의 고카이저도 이 영화를 통해 선행 등장했다. 2011년 3월 21일 DVD판이 공개되었다.
공식 선전 문구는 "나아가라, 사무라이! 날아올라라, 천사들!" (일본어: いざゆけ、侍! はばたけ、天使たち! 이자유케, 사무라이! 하바타케, 텐시타치![*])과 "누구도 본 적 없는, 사무라이와 천사의 콜라보레이션 (Collaboration)!" (일본어: 誰も見た事のないサムライ、天使のコラボレーション!! 다레모 미타코토나이 사무라이, 텐시노 코라보레숀!![*])이다.

## 스토리
신켄저에게 쓰러졌던 외도중의 잔당인 "마다코다마"(일본어: マダコダマ)와, 마다코다마가 이끄는 나나시 무리가 나타나 도시를 습격했다. 아라타 일행은 마다코다마를 막아보려 하지만, 수증기를 내뿜으며 천장술을 무력화하는 마다코다마의 힘에 눌려 아라타 일행은 고전하게 된다. 그 때 그들을 구한 것은, 시바 가문의 19번째 당주, 신켄 레드 "시바 타케루"였다.
신켄저의 멤버들은 부활한 외도중을 무찌르기 위해 다시 모였지만, 새로운 모습인 "혈제의 브레드런" (일본어: 血祭のブレドラン 치마츠리노 부레도란[*])이 된 브레드런이 마다코다마와 함께 나타났다. 브레드런은 비비 벌레를 이용해 타케루를 납치, 타케루를 "외도 신켄 레드" (일본어: 外道シンケンレッド 게도 신켄 렛도[*])로 바꾸어 세뇌할 뿐만 아니라, 잠시 동안 손잡았던 뼈의 시타리를 배신하고 자신은 마다코다마의 수증기를 이용해 호성계를 파괴하려는 계략을 꾸민다.
그러나 외도 신켄 레드로서의 세뇌가 풀린 타케루를 비롯한 신켄저와 고세이저는, 브레드런의 호성계 공격을 막아낸 뒤, 거대화된 브레드런과 마다코다마를 쓰러뜨린다.

## 캐스트
- 아라타 - 치바 유다이
- 에리 - 사토 리카
- 아그리 - 하마오 쿄스케
- 모네 - 니와 미키호
- 하이드 - 오노 켄토
- 아마치 노조무 - 나카무라 사쿠야
- 아마치 슈이치로 박사 - 야마다 루이 53세

- 시바 타케루 - 마츠자카 토리
- 이케나미 류노스케 - 아이바 히로키
- 시라이시 마코 - 타카나시 린
- 타니 치아키 - 스즈키 쇼고
- 하나오리 코토하 - 모리타 스즈카
- 우메모리 겐타 - 소마 케이스케
- 시바 카오루 - 나츠이 루나
- 쿠사카베 히코마 - 이부키 고로

- 고세이 나이트의 목소리 - 코니시 카츠유키
- 데이터스의 목소리 - 미야타 코키
- 텐소더 음성 - 사와키 이쿠야
- 다이고요의 목소리 - 토오치카 코이치

- 혈제의 브레드런의 목소리 - 토비타 노부오
- 뼈의 시타리의 목소리 - 쵸(일본어: チョー)
- 마다코다마의 목소리 - 겐다 텟쇼

- 고카이 레드의 목소리 - 오자와 료타
- 고카이 블루의 목소리 - 야마다 유키
- 고카이 옐로의 목소리 - 이치미치 마오
- 고카이 그린의 목소리 - 시미즈 카즈키
- 고카이 핑크의 목소리 - 코이케 유이
- 모바이레츠 음성 - 세키 토모카즈
- 교장 선생님 - Satoshi Okita
- 고카이 레드의 아버지 - koichi kusakari
- 고카이 핑크의 아버지 - 노우미 타츠야
- 고세이 핑크의 아버지 - 이즈미 시로
- 신켄 레드의 선배 - 하시모토 타쿠미

### 슈트 배우
- 고세이 레드, 신켄 그린, 신켄 골드, 고카이 그린 - 다케우치 야스히로
- 고세이 핑크, 고카이 옐로 - 하치스카 유이치
- 고세이 블랙, 신켄 블루, 고카이 블루 - 오시카와 요시후미
- 고세이 옐로, 고카이 핑크 - 노가와 미즈호
- 고세이 블루, 신켄 레드, 고카이 레드 - 후쿠자와 히로후미
- 고세이 나이트, 신켄 골드, 다이카이신켄오 - 오카모토 지로
- 신켄 골드 - 이마이 야스히코
- 신켄 핑크 - 히토미 사나에
- 신켄 옐로 - 하시구치 미와
- 브레드런 - 세이케 리이치
- 뼈의 시타리, 신켄 그린 - 오바야시 마사루
- 고세이 그레이트, 그라운드 하이퍼 고세이 그레이트 - 쿠사카 히데아키
- 데이터스 - 가미오 나오코
- 데이터스 하이퍼 - 사토 다이스케
- 다이고요 - 다나카 히로유키

## 주제곡
- "갓차☆은막 ~고세이저 VS 신켄저" (일본어: ガッチャ☆銀幕～ゴセイジャーVSシンケンジャー～ 갓차 긴마쿠 ~고세이자 부이에스 신켄자~[*])
  - 노래: 타카하시 히데유키 (Project R.)